# 합판

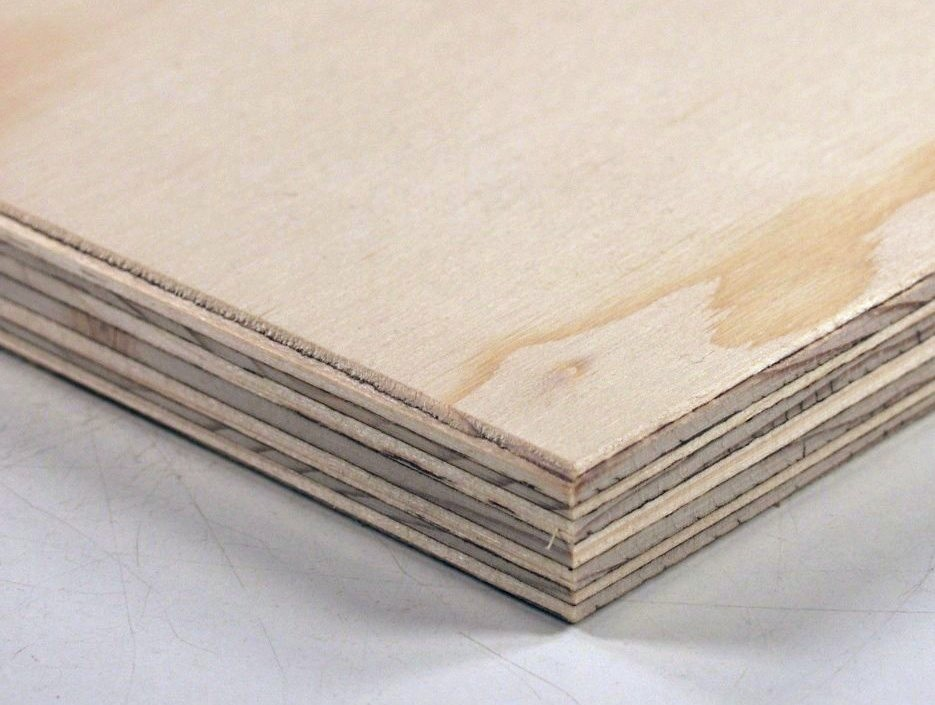
합판

합판(合板, 영어: plywood)은 목재를 얇게 오려낸 단판 여러 장을 홀수로 겹쳐 1장의 판으로 만든 것이다.
보통 각 단판의 섬유 방향을 1장마다 직교시켜 홀수의 장수로 겹쳐 붙이며, 수축과 팽창이 일어나지 않고 쪼개지는 일이 전혀 없다. 원목은 나왕이 많이 사용된다. 그러나 페놀수지로 접착되어 옥외 및 상시 습윤 장소에서의 사용에 견디는 특수합판, 주로 요소수지로 접착되어 장기간의 외기, 습윤 노출에 견디는 1류합판, 요소수지로 접착되어 습기가 있는 곳에서도 어느 정도 견디는 2류합판, 증량된 요소수지에 의한 3류합판 등이 있다. 비교적으로 가격이 싸고 성능이 양호한 판재로서, 자동차나 선박의 선체, 가구, 캐비닛, 포장재료 등에 널리 사용된다.

## 같이 보기
- 목재